# ستيفن كونروي
ستيفن كونروي (بالإنجليزية: Stephen Conroy)‏ هو سياسي أسترالي وبريطاني، ولد في 18 يناير 1963 في إيلي في المملكة المتحدة. حزبياً، نشط في حزب العمال الأسترالي. وقد انتخب عضو مجلس الشيوخ الأسترالي ‏ عن دائرة فيكتوريا (30 أبريل 1996 – 30 سبتمبر 2016) وانتخب Minister for Communications (Australia) ‏.